# Torrijas
Torrijas (aragónul Torrillas) község Spanyolországban, Teruel tartományban. Torrijas Alpuente, Arcos de las Salinas, La Puebla de Valverde, Manzanera, Abejuela és La Yesa községekkel határos. Lakosainak száma 36 fő (2024).

## Népesség
A település népessége az utóbbi években az alábbiak szerint változott:
| Lakosok száma | 70   | 87   | 70   | 62   | 57   | 45   | 39   | 41   | 35   | 36   |
|               | 2001 | 2004 | 2007 | 2009 | 2012 | 2014 | 2017 | 2019 | 2022 | 2024 |